# Криси Лин
Криси Лин (на английски: Krissy Lynn) (родена на 14 декември 1984 година, в Солт Лейк Сити) е американска порнографска актриса.

## Кариера
Криси Лин прави своя дебют в индустрията за възрастни през 2007 г., когато е на 23 години, с първия си филм, озаглавен I Love Big Toys 19. Впоследствие тя участва в над 50 филма.
През своята кариера Криси Лин работи с различни студия, включително Hustler, Naughty Америка, Digital Sin Jules Jordan Video и Evil Angel. Работи също с различни порнозвезди като Шайла Стайлз, Кели Дивайн и Тори Блек.

### Изяви извън порнографската индустрия
Участва заедно с Джейдън Джеймс и Финикс Мари във видеоклипа на песента We Still In This Bitch на рапърите Би Оу Би, Ти Ай и Джуси Джей.

## Награди и номинации
AVN Award Победител 2011: Best Sex Scene of three (The Condemned).
- 2011: Номинация за AVN награда за недооценена звезда на годината.[4][5]

Номинации за награди за изпълнение на сцени
- 2012: Номинация за AVN награда за най-добра секс сцена с двойно проникване – заедно с Джеймс Дийн и Джордан Аш за изпълнение на сцена във филма „Почит на дупето 13“.[6]

## Други изяви
За промоция на играта Fairytale Fights, Криси Лин участва в клип с Анди Сан Димас и Рон Джеръми. Криси Лин се появява в клипа, облечена като Червената шапчица, а Анди Сан Димас – като Снежанка.